# Сиано
Сѝно (на италиански: Siano) е град и община в Южна Италия, провинция Салерно, регион Кампания. Разположен е на 126 m надморска височина. Населението на общината е 10 324 души (към 2010 г.).